# Philonotis osculatiana
Philonotis osculatiana là một loài rêu trong họ Bartramiaceae. Loài này được De Not. mô tả khoa học đầu tiên năm 1859.